# Ligerz
Ligerz (Frans: Gléresse) is een is een gemeente en plaats in het Zwitserse kanton Bern, en maakt deel uit van het district Biel/Bienne. Ligerz ligt aan het meer van Biel, tussen het Duitstalige Twann en het Franstalige La Neuveville, vlak bij Biel in Zwitserland. De gemeente telt 539 inwoners.
Kenmerkend is het oude kerkje dat boven op de heuvel staat. Het is een van de kleinste gemeentes van kanton Bern en het heeft een mediterraan klimaat.

## Musea
- Rebbaumuseum Hof
- Aarbergerhus

## Overleden
- Elsi Giauque (1900-1989), textielkunstenares[1]

- Gemeinsame Normdatei: 4714562-6
- Historisch woordenboek van Zwitserland: 000443

Aegerten · 
Bellmund · 
Biel/Bienne · 
Brügg · 
Evilard · 
Ipsach · 
Lengnau (BE) · 
Ligerz · 
Meinisberg · 
Mörigen · 
Nidau · 
Orpund · 
Pieterlen · 
Port · 
Safnern · 
Scheuren · 
Schwadernau · 
Sutz-Lattrigen · 
Twann-Tüscherz